# 熊本駐屯地
熊本駐屯地（くまもとちゅうとんち、JGSDF Camp Kumamoto）は、熊本県熊本市東区東本町15-1に所在し、自衛隊熊本病院等が駐屯する陸上自衛隊の駐屯地である。
最寄の演習場は、大矢野原演習場と黒石原演習場。駐屯地司令は、自衛隊熊本病院長が兼務。

## 沿革
警察予備隊熊本駐屯地
- 1950年（昭和25年）11月16日：警察予備隊熊本営舎開設[1]。

- 1951年（昭和26年）5月1日：第4管区隊第12連隊編成により、第3大隊が熊本駐屯地に配置。第3大隊長が駐屯地部隊長を兼務。
- 1952年（昭和27年）1月19日：第12連隊第3大隊が第10連隊第2大隊に改称。

保安隊熊本駐屯地
- 1952年（昭和27年）10月15日：保安隊発足。

陸上自衛隊熊本駐屯地
- 1954年（昭和29年）
  - 7月1日：陸上自衛隊へ移管され熊本駐屯地となる[2]。
  - 8月10日：第16普通科連隊編成により、第2大隊が熊本駐屯地に配置。
  - 8月17日：第10普通科連隊第2大隊の東千歳駐屯地への移駐により、第16普通科連隊第2大隊長が駐屯地司令職に指定[3]。
  - 10月5日：第4特車大隊が編成。
  - 11月15日：第4特車大隊が健軍駐屯地に移駐。
- 1955年（昭和30年）12月1日：第8混成団編成により、第8混成団本部が置かれ[1]、副団長が駐屯地司令職に指定[4]。
- 1956年（昭和31年）1月26日：第16普通科連隊第2大隊が大村駐屯地へ移駐。
- 1957年（昭和32年）
  - 3月15日：第8混成団本部が北熊本駐屯地へ移駐を開始（4月5日完了）[1]。
  - 8月1日：陸上自衛隊熊本地区病院が開設[5]。
- 1988年（昭和63年）4月8日：陸上自衛隊熊本地区病院が自衛隊熊本病院に改称[6]。
- 2009年（平成21年）4月：三宿駐屯地に続き2例目となる民間運営の託児所が開設[7]。

## 駐屯部隊・機関

### 防衛大臣直轄機関
- 自衛隊熊本病院（共同機関、陸上幕僚長を通じて指揮監督を受ける。）

### 西部方面隊隷下部隊
- 西部方面システム通信群
  - 第102基地システム通信大隊
    - 第302基地システム通信中隊
      - 熊本派遣隊

## 駐屯していた部隊
- 第12連隊第3大隊：1951年（昭和26年）5月1日から1952年（昭和27年）1月18日の間。第10連隊第2大隊へ改称。
- 第10連隊第2大隊：1952年（昭和27年）1月19日から1954年（昭和29年）8月16日の間。東千歳駐屯地へ移駐。
- 第4特車大隊：1954年（昭和29年）10月5日から1954年（昭和29年）11月15日の間。　健軍駐屯地に移駐。
- 第16普通科連隊第2大隊：1954年（昭和29年）8月10日から1956年（昭和31年）1月26日の間。大村駐屯地へ移駐。
- 第8混成団本部：1955年（昭和30年）12月1日から1957年（昭和32年）3月15日の間。北熊本駐屯地へ移駐[1]。

## 最寄の幹線交通
- 高速道路：九州自動車道益城熊本空港IC
- 一般道：国道3号、国道57号、国道226号、国道443号、熊本県道36号熊本益城大津線、熊本県道51号熊本港線、熊本県道232号小池竜田線、熊本県道303号四方寄熊本線
- 鉄道：JR九州鹿児島本線熊本駅、豊肥本線新水前寺駅
- 港湾：熊本港、八代港、三角港（重要港湾）、鬼池港（地方港湾）
- 飛行場：熊本空港（第二種空港）、天草飛行場（その他の空港）